# Tasha de Vasconcelos
Pour les articles homonymes, voir De Vasconcelos.
Tasha Sandra Mota e Cunha de Vasconcelos, née le 15 août 1966 à Beira, au Mozambique, est un mannequin et actrice luso-canadienne engagée dans les actions humanitaires et ancienne ambassadrice de l'Institut Pasteur.

## Biographie

### Jeunesse
Sandra naît à Beira, au Mozambique, d'un père portugais et d'une mère anglaise. Sa famille possède une plantation d'eucalyptus. À la suite de la guerre d'indépendance du Mozambique, ils fuient en Rhodésie, puis s'installent au Canada en 1980, où la jeune fille étudie les relations internationales à l'Université de la Colombie-Britannique,.

### Carrière de mannequin
À l'âge de dix-neuf ans, elle est remarquée par l'agence de mannequins Elite et se lance dans le mannequinat. Elle s'installe à New York et adopte le prénom Tasha sur la suggestion de son agent,. Elle travaille pour des marques comme Dolce&Gabbana et Van Cleef & Arpels et défile notamment pour Dior et Yves Saint Laurent,.

### Carrière d'actrice
Tasha de Vasconcelos tient un petit rôle dans le film Riches, belles, etc. réalisé en 1998 par Bunny Godillot. À la suite de cette expérience, elle s'inscrit au cours Florent, à la Central School of Speech and Drama de Londres et à l'Actors Studio de Los Angeles.
Le mannequin apparaît dans plusieurs séries télévisées au début des années 2000. Elle tourne dans Sunburn’, série diffusée sur BBC One, et interprète Lauren dans cinq épisodes du sitcom Perfect World, diffusé en 2000. L'année suivante, elle apparaît dans un épisode de Largo Winch et dans un remake du Crime de l'Orient-Express réalisé pour CBS par Carl Schenkel. Elle tourne dans Sydney Fox, l'aventurière (Relic Hunter) et dans trois épisodes de la série TV Dinotopia en 2002, puis dans le téléfilm Une suite pour deux diffusé en septembre 2008 par la chaîne française TF1,.
Au cinéma, elle interprète la Comtesse Alexandra dans Johnny English du réalisateur Peter Howitt, sorti en 2003. La même année, elle joue dans Attraction fatale (Dot the i) de Matthew Parkhill,.
Elle se produit au théâtre dans la pièce Camino Real de Tennessee Williams, mise en scène au Tristan Bates Theatre de Londres.

## Engagements

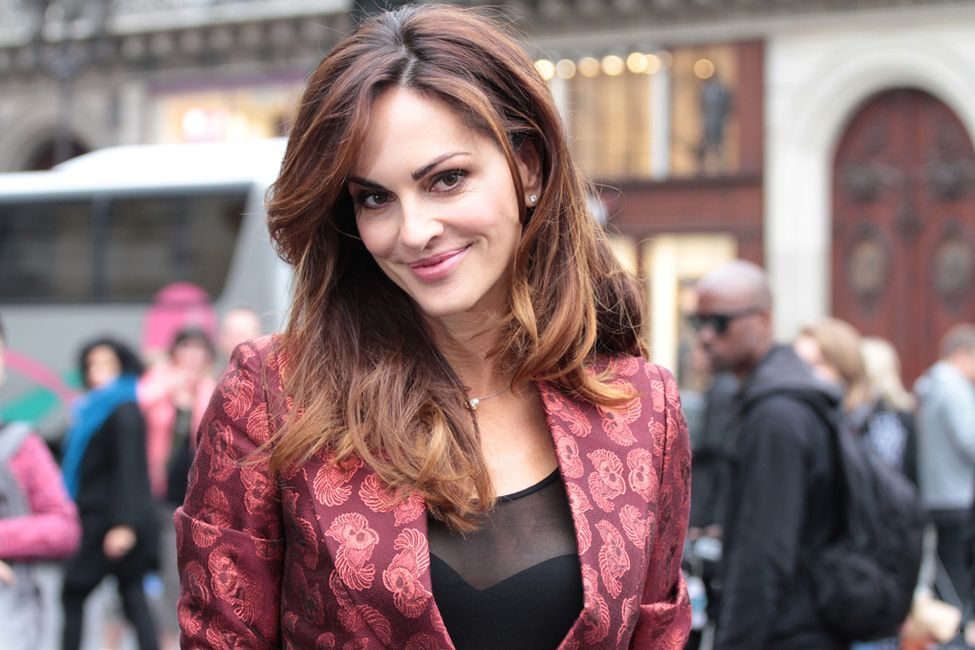
Tasha de Vasconcelos en août 2014.

Durant les années 1990, Tasha de Vasconcelos s'engage pour des causes humanitaires. Elle travaille avec l'Unicef en Bolivie et en Algérie, ainsi qu'avec l'Unesco. En 1996, elle collabore avec la Fondation Nelson-Mandela,.
En mars 2006, le mannequin fonde l'association AMOR, acronyme de Aide Mondiale Orphelins Réconfort. L'association finance et construit une maternité à Kasese, au Malawi, afin d'aider les mères séropositives et de réduire la mortalité infantile. Inaugurée en avril 2009, la maternité est dirigée par le Dr Chris Brooks, un médecin canadien, et emploie des infirmières malawites,. AMOR est notamment soutenue par l'acteur Paul Newman et le prince Albert de Monaco. En trois ans, 1 700 enfants sont nés dans la maternité.
En avril 2009, l'Institut Pasteur en fait son ambassadrice auprès des sponsors,. L'année suivante, elle est nommée ambassadrice de l'Union européenne pour combattre la pauvreté et l'exclusion sociale,. Elle s'exprime en novembre 2010 à l'occasion du Women's Forum qui se tient à Deauville, puis de la Journée internationale de la femme en mars 2011. En juin 2012 à Villepinte, elle prononce un discours en faveur des réfugiés du camp d'Achraf (en). Le 16 juillet 2013, elle reçoit l'exequatur du Gouvernement de la Principauté de Monaco et devient Consul Honoraire du Malawi.
Le 7 janvier 2016, Tasha de Vasconcelos est nommée aux Nations Unies comme UN Women Global Champion 50-50 by 2030. "Ma mission sera de faire reconnaître les problèmes de santé et de genre des femmes réfugiées et migrantes. Mon autre mission sera de donner le pouvoir aux femmes dans le monde".

### Travail humanitaire
(septembre 2014).
- 1996 : mission humanitaire avec Nelson Mandela à Pretoria (Afrique du Sud)
- 1999 : mission humanitaire pour l'UNICEF en Bolivie
- 2000 : mission humanitaire pour l'UNICEF en Algérie
- 2005 : elle reçoit le prix d’honneur de l’UNESCO pour son engagement humanitaire.
- 2006 : mission humanitaire au Mozambique avec UNAIDS
- 2006 : elle fonde AMOR (Aide Mondiale Orphelins Reconfort) afin de réduire la mortalité intantile et aider les orphelins et les enfants d'Afrique au travers de soins de santé et d'éducation.
- 2009 : le 15 avril, elle ouvre la première maternité AMOR en compagnie du Prince Albert II de Monaco à Kasese au Malawi
- 2009 : le 27 avril, elle est nommée ambassadrice de l'institut Pasteur à Paris (France)
- 2010 : le 8 mars, elle est nommée ambassadrice de l'Union européenne pour combattre la pauvreté et l'exclusion sociale
- 2010 : en novembre, elle intervient en tant que conférencière au Women’s Forum, à Deauville en France.
- 2011 : en mars, elle intervient à la journée internationale de la femme en faveur des réfugiés d'Achraf
- 2012 : en juin, elle prononce à Villepinte, en France, un discours en faveur des réfugiés Irakiens.
- 2013 : elle est nommée Consul Honoraire du Malawi à Monaco
- 2014 : le 9 novembre, elle intervient à ‘Audacity’, Cité de la Réussite à La Sorbonne (Paris, France).
- 2015 : Partenariat officiel entre AMOR et le Gouvernement Princier de Monaco.
- 2015 : Projet collaboratif avec le Vatican pour des écoles de filles.
- 2016 : le 7 janvier, elle est officiellement nommée UN Women Global champion for Planet 50-50 by 2030[9].

### Actions réalisées par AMOR
(septembre 2014).
- 2007 : ouverture du Collegio Infantil, un orphelinat venant en aide aux orphelins à Beira au Mozambique
- 2009 : la première maternité d'AMOR est ouverte à Kasese au Malawi en partenariat avec Lifeline Malawi
- 2010 : déploiement de cliniques mobiles au Malawi.
- 2012 : ouverture de la clinique ophtalmologique Nandumbo basée à Nanthomba au Malawi
- 2013 : 22 tonnes d'équipement médical et pédiatrique est envoyé au Malawi
- 2013 : une seconde maternité est ouverte à Zomba, au Malawi
- 2014 : l'école primaire Nanthomba est ouverte à Liwonde au Malawi, en partenariat avec Help Malawi
- 2014 : une troisième maternité est ouverte à Machinga au Malawi
- 2015 : une quatrième maternité ouverte à Thyolo avec le soutien du Gouvernement Princier de Monaco
- 2015 : un million d'arbres plantés au Malawi avec la communauté et les écoles locales, action soutenue par la fondation Prince Albert II de Monaco.

## Vie personnelle
Tasha a une sœur, prénommée Pamela. Leur père, qui descend d'un roi du Portugal[réf. nécessaire], est ingénieur. En 2011, Tasha de Vasconcelos publie son autobiographie, intitulée La Beauté comme une arme.
Au début des années 2000, la presse lui prête une liaison avec le prince Albert de Monaco.

## Filmographie

### Cinéma
- 2003 : Johnny English de Peter Howitt avec Rowan Atkinson, Natalie Imbruglia et John Malkovich. Elle y joue le rôle de la comtesse Alexandra.
- 2003 : Attraction fatale de Matthew Parkhill
- 2011 : Johnny English le Retour (Johnny English Reborn) d'Oliver Parker

### Télévision
- 2002 : Sydney Fox, l'aventurière, saison 3, épisode 20 The Warlord
- 2008 : Une suite pour deux de Didier Albert